# 소셜 북마크
소셜 북마크(social bookmark)는 사용자들이 웹서핑 중에 북마크할 가치가 있다고 생각되는 사이트 또는 포스트, 웹페이지를 발견하면 웹 브라우저의 즐겨찾기에 추가하는 것이 보통이다. Social Bookmark는 브라우저에 즐겨찾기를 추가하는 대신에 웹에 추가하고 이를 다른 사람들이 자신의 개인 영역에 북마크할 수 있도록 하고, 몇 명이 북마크를 추가했는지를 통해 해당 사이트의 가치를 평가하는 것이다.
즉, 즐겨찾기 추가라는 이기적 행위를 통해 사이트의 가치를 평가하고, 이에 공감하는 다른 사람이 다시 북마크할 수 있도록 하는 것이다. 이기적 행위로 이타성을 충족시켜주는 것이다. 북마크 행위가 이타성을 발휘할 수 있는 것은, 사용자가 북마크할 경우에는 자신의 기준으로 봤을 때 가치가 있다고 판단했기 때문이다. 그 판단의 기준에는 다른 사람이 공유한 북마크의 URL을 방문하여 판단할 수도 있고, 몇 명이 북마크를 했는지를 보고도 판단할 수 있다. 1명이 북마크한 사이트보다 100명이 북마크한 사이트가 더 유용한 사이트라고 판단하는 것이다. 딜리셔스가 미국에서 각광을 받은 것도 이때문이다.
소셜북마크는 정보유통과 협업, 집단지성이라는 관점에서 접근하는 사람들도 많이 있다. 단순히 나만의 정보를 북마크하는 것이 아니라 다양한 SNS와 연동되어 자신의 북마크를 유통 시킬 수 있는 기능들이 포함되면서 나와 관계로 연결된 사람과 함께 공유할 수 있다는 장점을 가진다.
국내에는 딜리셔스와 유사한 소셜북마크는 마가린 mar.gar.in이라는 서비스가 가장 오랜 기간 서비스를 하고 있으며, 단순하지만 강력한 기능과
많은 사용자와 데이터베이스를 가지고 있다.
그밖에, 다양한 SNS와 연동되어 있는 소셜북마크는 마이픽업 myPickup.kr, 필터링 Feeltering.com 보관됨 2016-01-24 - 웨이백 머신이라는 서비스가 있다.
이중 필터링 Feeltering.com 보관됨 2016-01-24 - 웨이백 머신 은 모바일 도메인 필터링/m Feeltering.com/m/ 보관됨 2018-01-20 - 웨이백 머신으로 따로 되어있어 모바일 브라우저로 접속해도 불편하지 않고 마가린 mar.gar.in 은 구글플레이에 안드로이드 어플리케이션을 따로 운영중이다.

## 같이 보기
- 시맨틱 웹
- 소셜 미디어
- 소셜 네트워크 서비스
- 크라우드소싱